# Carlo Cignani
Carlo Cignani (Bolonya, 15 de maig de 1628 - Forlí, 6 de setembre de 1719) va ser un pintor italià del Barroc. Va treballar durant gairebé tota la seva carrera a Bolonya, on es va convertir en el líder de l'escola local durant més de tres dècades. Va imposar un estil gràcil i pausat, que recollia el llegat de Guido Reni, de tint classicista, allunyat de les formes més enèrgiques del primer barroc bolonyès.

## Biografia
Nascut en una noble família bolonyesa, va estudiar primer amb Battista Caire i posteriorment amb Francesco Albani. A més, l'art de Correggio va ser per Cignani una forta influència. La seva obra mestra, en què va treballar durant vint anys, és l'Assumpció de la Mare de Déu de la cúpula de Santa Maria del Fuoco a Forli, que està molt directament inspirada en les decoracions de Correggio a la cúpula de la Catedral de Parma.
Després de treballar algun temps a Parma, va tornar a 1681 a la seva ciutat natal, on va fundar una Accademia del nu, on copiava de models en viu. En aquesta acadèmia va tenir com a deixeble a Giuseppe Maria Crespi.
A 1686 va marxar a Forlí per treballar en l'Assumpció de la Mare de Déu. Moriria en aquesta ciutat a 1719. Quan la Accademia Clementina va ser fundada el 1706, es va triar a Cignani com príncep vitalici de la institució, in absentia.
No va ser l'únic artista de la seva família: els seus fills  Filippo i Felice Cignani (1660-1724) i el seu net Paolo Cignani (1709-1764) també van ser pintors.
Cignani va tenir molts deixebles que van prorrogar el seu estil durant força temps. Entre ells figuren Marcantonio Franceschini, Todeschini, Luigi Quaini, Giacomo Boni, Andrea Bondi, Francesco Bondi, Giovanni Girolamo Bonesi, Clement Ruta, Girolamo Domini, Francesco Galli, Bonaventura Lambreti, Matteo Lamboni, Camilla Lauteri,  Stefano Maria Legnani (Legnanino), Francesco Mancini i Paolo Antonio Paderna.